# Комьюнити-менеджер
Комьюнити-менеджер — специалист в области комьюнити-менеджмента: создания, поддержки и развития сообществ/структур с сетевой иерархией, как онлайновых, так и офлайновых. От классического менеджмента комьюнити-менеджмент отделяет также добровольный принцип участия в них и отсутствие материального, в первую очередь денежного, компонента стимулирования участников. В качестве примеров таких сообществ можно выделить структуры разного уровня: сообщество Википедистов, волонтерские организации, саморегулируемые организации, игровые гильдии и кланы и т. д.
комьюнити-менеджеры отвечают за создание, развитие, управление и общение с участниками сообщества, а также занимаются созданием и поддержкой UGC-систем. Работа комьюнити-менеджера лежит на стыке педагогики, PR, HR, социальной психологии и других гуманитарных (но не ограничиваясь ими) дисциплин. Американская ассоциация комьюнити-менеджмента выделяет 6 основных навыков комьюнити-менеджера:
- Эмпатия и умение понимать мотивацию отдельных людей и внутри групп
- Коммуникационные навыки
- Управление проектами
- Сильные организаторские способности
- Навыки анализа данных
- Переговорные навыки, в том числе умение управлять конфликтами внутри сообщества.

Кроме того, в систему навыков комьюнити-менеджера часто включают разработку UGC-механик, геймификацию и другие практики из смежных профессий: игропрактиков, социальных психологов, модераторов и фасилитаторов.
К комьюнити-менеджменту в ряде случае относят и специализацию технологического евангелиста, подразумевая тождественность принципов распространения информации внутри сообществ. Ключевым отличием евангелиста от комьюнити-менеджера является то, что первый сфокусирован на распространении информации внутри сообщества, а менеджер — на сборе обратной связи и работе с участниками сообщества.

## История профессии
Понятие « комьюнити-менеджер» устоялось в 2007 году, после публикации Джереми Овиангом «Четырёх принципов комьюнити-менеджера».
С 2010 года ежегодно в четвёртый понедельник января по инициативе Американской Ассоциации комьюнити-менеджмента отмечается День комьюнити менеджера. В 2016-м году в серии приуроченных ко Дню видеоконференций впервые принял участие специалист из России.

## Основные задачи комьюнити-менеджера
комьюнити-менеджер отвечает за создание, развитие и рост сообщества. В ряде случаев комьюнити-менеджер также исполняет функции евангелиста, являясь носителем ценностей и принципов, вокруг которых выстроено сообщество, а в случае работы с сообществом бренда — выступая адвокатом бренда в глазах пользователей и защищая интересы пользователей перед менеджментом компании.

## комьюнити-менеджеры в России
Первым случаем появления должности комьюнити-менеджера в России считается проект «Сфера», на котором в 2005 году начал работу первый российский комьюнити-менеджер Ольга Строкань «Anqua».
В 2006 году в сервисе «Jamango» начал работу второй российский комьюнити-менеджер Иван Голубев. В компании «Иннова» (проект RF Online) в 2007 году начал работать третий российский комьюнити-менеджер Борис Синицкий «Radiant». В 2011 году был образован комьюнити-отдел в компании Game Insight, одновременно курирующий более 30 проектов компании. Во второй половине 2011 года комьюнити-менеджер появился в Google Russia.
К 2017-му году в России, по разным оценкам, насчитывается около 2-3 тыс. комьюнити-менеджеров, без учета смежных специализаций.
В 2013-м году создано и продолжает работу объединение комьюнити-менеджеров #CMRus.
С 2015 года в России проводится регулярное событие о создании и развитии сообществ «Knowledge Lounge». На конец 2018 года проведено девять «КМ Лаунжей» в Москве, Самаре, Екатеринбурге, Перми. В событии участвовало 251 представителей, лидеров, комьюнити-менеджеров разных сообществ из 19 городов.
В октябре 2018 года прошла первая национальная конференция по комьюнити-менеджменту.
В 2022 году создано независимое сообщество комьюнити-менеджеров на площадке ВК